# Alfred Cornu
Marie Alfred Cornu (Orléans, 6 de março de 1841 — Romorantin, 1 de abril de 1902) foi um físico francês. Alfred Cornu tornou-se conhecido principalmente pelos seus trabalhos sobre a difração da luz. Sogro de Louis de Launay e irmão do botânico Marie Maxime Cornu.

## Vida
Cornu nasceu em Orléans, filho de François Cornu e Sophie Poinsellier. Ele foi educado na École Polytechnique e na École des mines. Com a morte de Émile Verdet em 1866, Cornu tornou-se, em 1867, o sucessor de Verdet como professor de física experimental na École Polytechnique, onde permaneceu por toda a sua vida. Embora ele tenha feito várias excursões em outros ramos da ciência física, empreendendo, por exemplo, com Jean-Baptistin Baille por volta de 1870, uma repetição do experimento de Cavendish para determinar a constante gravitacional G, seu trabalho original estava preocupado principalmente com óptica e espectroscopia. Em particular, ele realizou uma redeterminação clássica da velocidade da luz pelo método de AHL Fizeau, introduzindo várias melhorias no aparelho, que aumentaram muito a precisão dos resultados. Essa conquista lhe rendeu, em 1878, o prêmio Lacaze e o título de membro da Academia Francesa de Ciências (l'Académie des sciences), e a Medalha Rumford da Royal Society da Inglaterra. Em 1892, foi eleito membro do Academia Real Sueca de Ciências. Em 1896, ele se tornou presidente da Academia Francesa de Ciências. Cornu foi presidente da Société Astronomique de France (SAF), a sociedade astronômica francesa, de 1897 a 1899.  Em 1899, na comemoração do jubileu de Sir George Stokes, ele foi professor da Rede em Cambridge, seu assunto sendo a teoria ondulatória da luz e sua influência na física moderna; e, nessa ocasião, o grau honorário de D.Sc. foi conferido a ele pela universidade. Ele morreu em Romorantin em 12 de abril de 1902.
A espiral Cornu, um dispositivo gráfico para o cálculo das intensidades da luz no modelo de difração de campo próximo de Fresnel, leva o seu nome. A espiral (ou clotóide) também é usada no desenho geométrico de estradas. O despolarizador Cornu também recebeu o seu nome.

## Publicações selecionadas
- Gauthier-Villars, ed. (1867). Recherches sur la réflexion cristalline. Paris: [s.n.]
- Gauthier-Villars, ed. (1876). Détermination de la vitesse de la lumière: d'après des expériences exécutées en 1874 entre l'Observatoire et Montlhéry. Paris: [s.n.]
- Recueil des travaux et discours d'A. Cornu parus de 1863 à 1904 dans des publications françaises et étrangères. [S.l.: s.n.]
  - Volume 1, numérisé par la Bibliothèque universitaire Pierre et Marie Curie (BUPMC)
  - Volume 2, numérisé par la Bibliothèque universitaire Pierre et Marie Curie (BUPMC)
  - Volume 3
  - Volume 4, numérisé par la Bibliothèque universitaire Pierre et Marie Curie (BUPMC)
  - Volume 5, numérisé par la Bibliothèque universitaire Pierre et Marie Curie (BUPMC)